# Gert Dörfel
Gert „Charly“ Dörfel (* 18. September 1939 in Hamburg) ist ein ehemaliger deutscher Fußballspieler. Er spielte die meiste Zeit seiner Karriere beim Hamburger SV und ist der erste Torschütze des Vereins in der Bundesliga. Der linke Flügelstürmer hat mit dem HSV 1960 die deutsche Fußballmeisterschaft und 1963 den DFB-Pokal gewonnen. In der Statistik wird er bei den „Rautenträgern“ von 1959 bis 1963 mit 101 Spielen in der Fußball-Oberliga Nord (50 Tore), von 1963 bis 1972 in der Fußball-Bundesliga mit 224 Ligaeinsätzen und 58 Toren, mit 22 Endrundeneinsätzen in den Spielen um die deutsche Fußballmeisterschaft (8 Tore), mit 34 DFB-Pokalspielen (15 Tore) und 30 Einsätzen im Europapokal mit 11 Toren geführt. In der Fußballnationalmannschaft hat er von 1960 bis 1964 in elf Länderspielen sieben Tore erzielt.

## Leben und Karriere

### Jugend und Amateurspieler, bis 1959
Dörfel entstammt einer namhaften Fußballfamilie. Sein Vater Friedo Dörfel (1915–1980) spielte als Außenstürmer oder Verteidiger von 1933 bis 1948 für den Hamburger SV und bestritt 1942 zwei A-Länderspiele. Bruder Bernd Dörfel (* 1944) brachte es zwischen 1966 und 1969 auf 15 A-Länderspiele und spielte von 1963 bis 1970 139-mal als Rechtsaußen beim HSV und bei Eintracht Braunschweig. Sein Onkel Richard Dörfel (1911–1965) war einst Ehrenspielführer des Hamburger SV.

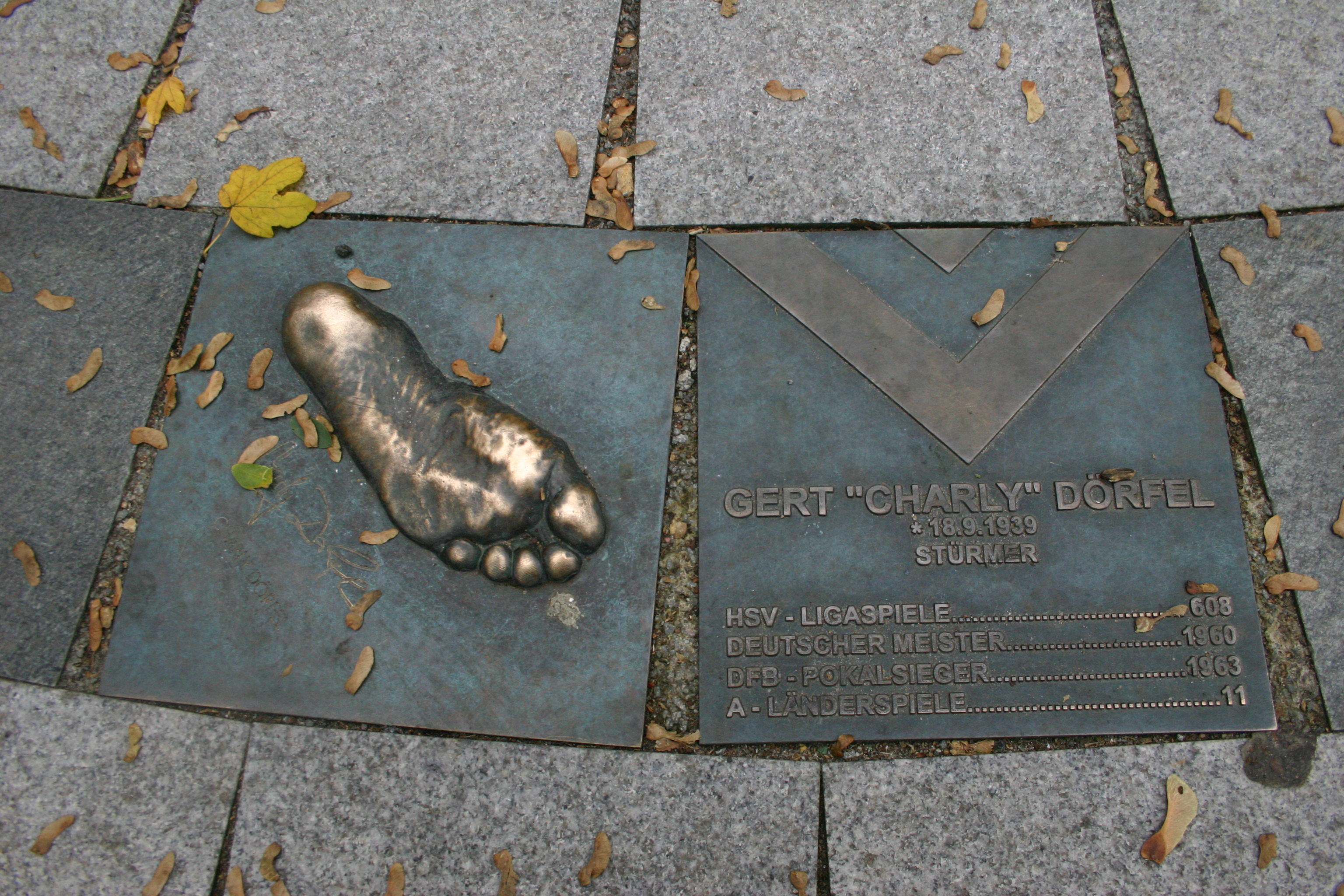
Fußabdruck von „Charly“ Dörfel auf dem „walk of fame“ vor dem Volksparkstadion

Im Hamburger Stadtteil Harburg geboren, dort im Zweiten Weltkrieg ausgebombt, fand die Familie Dörfel 1946 in der Grabestraße in Altona-Altstadt ein neues Zuhause. Sein Vater arbeitete als Fuhrunternehmer, die Mutter war Hausfrau. Bereits kurze Zeit nach dem Wohnungswechsel wurde Gert vom Vater in der Fußballabteilung der SVgg. Polizei Hamburg angemeldet. Der Polizei-Sportplatz lag im Sternschanzenpark, also nicht weit von der Wohnung entfernt und Gert hat dort in den folgenden Jahren sämtliche Knaben- und Jugendmannschaften durchlaufen. Da sein Verein nicht zu den führenden Mannschaften in Hamburg gezählt und auch nicht im Blickpunkt gestanden hatte, war für den überragenden Angreifer aber kein Einsatz in der DFB-Jugendnationalmannschaft möglich gewesen. Im UEFA-Juniorenturnier 1957 vertraten Spieler wie Otto Keller, Günter Herrmann, Reinhold Wischnowsky, Siegfried Gast und Peter Grosser die deutschen Farben. Weitaus mehr Zeit verbrachte Dörfel aber in dieser Phase mit täglichem, stundenlangen Bolzen auf Schulhöfen und in den damals noch wenig befahrenen Gassen Altonas, wo er auch mit seinen Freunden schon bald den Straßenfußballclub FC Lessing gegründet hatte. Mit Harry Bähre, Heiko Kurth, Hubert Stapelfeldt, den Dörfel-Brüdern sowie Jürgen Wähling kamen gleich sechs Akteure dieser Straßenmannschaft später bis in die Bundesliga. 
Während der Saison 1957/58 galt der Wechsel des damals noch für die Polizei Hamburg stürmenden Linksaußen zum Oberligisten VfB Lübeck bereits als sicher. VfB-Trainer zu jenem Zeitpunkt war Charlys Vater Friedo. In dieser Phase – er spielte mit Sondergenehmigung bereits mit 16 Jahren im Herrenteam – wurde er auch schon mit Schlagzeilen bedacht wie mit der vom November 1957 im Sport Hamburg, als er nach drei Treffern zum 5:1 der „Polizisten“ über die Spielvereinigung Blankenese mit folgenden Worten Erwähnung fand: „Er schoss wie einst Vater Friedo, er zeigte, dass er ein Vollblut-Fußballer zu werden verspricht.“ Mit einem 90-minütigen Galaauftritt in einem Pokalspiel gegen die HSV-Amateure sorgte er aber im Frühjahr 1958 jedoch selbst für die Wende. Denn HSV-Ligatrainer Günter Mahlmann gingen am Spielfeldrand angesichts Charlys Fußballfähigkeiten die Augen geradezu über. Er sagte zu Vater Friedo: „Wir suchen doch selbst einen guten Linksaußen. Der darf nicht nach Lübeck gehen!“ Nur wenige Tage später wurde der bereits als perfekt verbuchte Wechsel zum VfB Lübeck rückgängig gemacht, und Charly unterschrieb einen Amateurvertrag beim Hamburger SV.
Dörfel kam zur Saison 1958/59 mit einer Ablösesumme von 3000 Mark vom drittklassigen Verein SV Polizei Hamburg, in dessen Jugend er 1949 mit dem Fußballspielen begann, zur Amateurmannschaft des Hamburger SV. Diese trat in der Amateurliga Hamburg an. Dörfel spielte 1958/59 eine herausragende Runde bei den HSV-Amateuren und holte sich in der Amateurliga mit 25 Treffern die Torjägerkrone, obwohl das Team nur den 14. Tabellenrang belegte und damit abstieg. Daneben schaffte das Jungtalent noch den Sprung in die Hamburger Landesauswahl und auch in die deutsche Fußballnationalmannschaft der Amateure. Den Wettbewerb um den Länderpokal gewann er mit Mitspielern wie Jürgen Kurbjuhn und Uwe Witt am 25. April 1959 am Millerntor mit 4:1 gegen die Auswahl von Hessen und erzielte dabei vor 24.000 Zuschauern nach furiosem Auftritt zwei Tore. Debütiert hatte Dörfel mit einer herausragenden Leistung in der Hamburger Auswahl am 21. September 1958 in Siegen bei einem 3:2-Sieg über Gastgeber Westfalen. Der Sport Hamburg vermerkte nach dem glänzenden Debüt: „Obwohl einer der jüngsten Spieler des Feldes, operierte kein anderer mit so viel Sachverstand und angeborenem Fußballinstinkt wie dieser Sohn des Alt-Internationalen Friedo Dörfel. Am Ball eine glänzende Begabung, dazu trickreich, ferner mit einer feinen Übersicht und einem ausgesprochenen Torriecher ausgestattet, bringt er trotz seiner geringen Körpergröße viele Voraussetzungen für eine große Karriere mit. Mit der Einschränkung allerdings, dass seine Erfolge ihm nicht zu Kopf steigen.“ Geradezu ins Schwärmen geriet einen Monat später Bild, nachdem Dörfel am 26. Oktober die Hamburger Amateurauswahl mit zwei Treffern zum 5:1-Sieg über Bremen und damit ins Länderpokal-Halbfinale geführt hatte: „Er hatte seinen Verteidiger durch ein Riesenpensum mürbe gemacht. Er hatte im eigenen Strafraum geholfen, Ecken getreten, verletzte Mitspieler massiert, Alleingänge versucht, manchen Fehler gemacht, aber nie stillgestanden. Ein kleiner Freibeuter auf dem Fußballfeld, ein Bündel Energie, das selbst die offenen Schürsenkel vor lauter Eifer nicht bemerkte.“
Als im November 1958 – Dörfel hatte gerade erst elf Punktespiele für die HSV-Amateure absolviert – Hamburgs Zeitungen eine Abstimmung zur „Elf des Volkes“ durchführten, war er bereits zu einem Lokalhelden aufgestiegen. Die Leser jedenfalls wählten ihn mit großer Mehrheit als Linksaußen in das Hamburger Dreamteam – als einziger Amateur unter lauter Oberliga-Kickern! „Aus der Sandkiste in die Städteelf“ titelte Bild und rätselte: „Er setzt nun den Fuß auf eine Sprossenleiter nach oben, von der niemand weiß, wohin sie führt.“ 22.000 Zuschauer erlebten am 16. November 1958 am Rothenbaum einen 2:0-Erfolg der Hamburger Stadtauswahl gegen Berlin. Der „kleine Freibeuter“ bot dabei eine grandiose Vorstellung und krönte seine Leistung in der Schlussminute mit einem tollen Außenristschuss zum 2:0-Endstand. „Hamburgs Gewinn heißt Gert Dörfel“ und „22.000 feierten Talent Dörfel“ lauteten tags drauf die Schlagzeilen. „Mit seinem Spiel hatte Gert Dörfel gezeigt, dass er der Linksaußen ist, auf den Hamburgs Fußball seit langem gewartet hat“, stand in der Bild. Den Gegner narren, dann die präzise Flanke schlagen – kein anderer Außenstürmer jener Zeit beherrschte diese Kombination so eindrucksvoll wie der leichtfüßige, extrem antrittsschnelle Dörfel. Eine Gabe, mit der er auch dem damaligen Bundestrainer Sepp Herberger schwer imponierte. Dörfels langjähriger HSV-Teamkollege und späterer Sportjournalist Gerhard Krug beschrieb die Spielweise des Flügelstürmers so: „Er besaß einfach das Talent, den Gegner bis auf die Zehenspitze heranzulocken, um dann im Doppelpass oder Alleingang am Verteidiger vorbeizurauschen.“ Charly Dörfel traf den Lebensnerv speziell der jugendlichen Zuschauer. Da kam ein Frechdachs daher, wenig fromm, dafür um so fröhlicher, fuhr gemeinsam mit seinen Fans in der Straßenbahn zum Spiel, ignorierte auf dem Platz alle Fußball-Konventionen und spielte den Verteidigern einfach zum Spaß Knoten in die Beine.
Am 15. April 1959 debütierte der HSV-Linksaußen in der DFB-Amateurnationalmannschaft. In Enschede setzte sich das Team mit 2:0 durch und Mittelstürmer Erwin Stein erzielte beide Treffer. An der Seite von Kapitän Herbert Schäfer liefen dabei spätere Bundesligaspieler wie Peter Kunter, Werner Olk, Willi Schulz, Heinz Höher und Günter Herrmann auf.
Nach Abschluss der Punkterunde warfen die HSV-Amateure den Oberligisten Phönix Lübeck in einem Spiel um den Norddeutschen Pokal mit einem 9:0 aus dem Rennen, mit vier Toren des überragenden Gert Dörfel. Es war sein Abschiedsgeschenk an die HSV-Amateure. Zur nächsten Runde 1959/60 gehörte er dem Oberligateam der „Rautenträger“ an.

### Oberliga Nord, 1959 bis 1963
Ab 1959/60 gehörte er dem Spielerkader in der Oberliga Nord an, Vertragsspieler wurde er aber erst zum 1. Juli 1960. Seine Stammposition fand er auf Linksaußen, wo er sich zum erfolgreichen Flankengeber für Mittelstürmer Uwe Seeler entwickelte, aber auch selbst als Torschütze eine wesentliche Rolle spielte. Am 12. August 1959, einem Mittwochabend, feierte Dörfel bei einem Freundschaftsspiel im Hamburger Volksparkstadion gegen Manchester United sein Debüt in der „Ersten“ des HSV. Nach zweimonatiger Pause wegen einer Meniskusoperation wurde er vor 35 000 Zuschauern in der 51. Minute für den verletzten „Micky“ Neisner eingewechselt und tat gleich das, was fortan eines seiner Markenzeichen werden sollte: Er servierte Mittelstürmer Uwe Seeler eine Präzisionsflanke, die dieser prompt zum 3:1-Endstand in die Maschen köpfte. In der Oberliga Nord gab das Talent am 30. August 1959 bei einer 1:2-Auswärtsniederlage gegen den VfV Hildesheim seine Premiere, wo der Debütant immerhin für den Ehrentreffer der Rothosen sorgte. Fußball-Filou Charly steuerte zum elften Nachkriegs-Meistertitel in der Oberliga Nord 13 Treffer bei. Sein Name war nun über die Hamburger Landesgrenzen hinaus zu einem Markenzeichen geworden. Und als er mit dem HSV in der anschließenden DM-Endrunde wie ein Tornado zum Gewinn der deutschen Meisterschaft stürmte, wenig später in der Nationalmannschaft ein spektakuläres Debüt gab und im Europapokal groß herauskam, zählte er endgültig zu den populärsten deutschen Fußballern.
Das Debütjahr von „Charly“ wurde zum Geburtsjahr des Fußball-Traumpaars der 60er-Jahre: Dörfel/Seeler. Unaufhaltsam zog Dörfel am linken Flügel davon und flankte mit ungeheurer Präzision in den Strafraum. Dort wartete bereits sein Partner Uwe, um per Kopf oder Fuß aus jeder erdenklichen Lage die Vorlagen zu vollenden. Unzählige Tore entstanden nach diesem Strickmuster. Und obwohl die gegnerischen Abwehrreihen schon bald wussten, wie die Schau ablief, waren sie dem perfekt harmonierenden Duo meist hilflos ausgeliefert. Vor allem seine Fähigkeit, den Ball aus vollem Lauf – nicht selten sogar von der Eckfahne – punktgenau in den Strafraum zu zirkeln, verschaffte dem schnellen und trickreichen Linksaußen einen legendären Ruf. „Phänomenal. In dieser Hinsicht war Charly auch international das Maß aller Dinge; da ist er noch heute unerreicht“, schwärmte Seeler nach wie vor von den artistisch geschlagenen Flanken seines Torevorbereiters. Am vorletzten Rundenspieltag, dem 21. April 1963, mit einem 5:3-Auswärtserfolg beim Absteiger VfB Lübeck, endete für Dörfel die Ära der erstklassigen Oberliga Nord. An der Seite von Uwe Reuter, Rolf Fritzsche, Uwe Seeler und Peter Wulf beendete er mit einem Treffer seine vier Jahre in der Oberliga Nord und wies eine Bilanz von 101 Ligaspielen mit 50 Toren vor.
In seinen 347 Spielen für den HSV (davon 224 in der Bundesliga) erzielte er selbst 114 Tore (Bundesliga: 58).

### Bundesliga, 1963 bis 1972
Unmittelbar vor dem Rundenstart der ersten Bundesligarunde 1963/64, am Mittwoch, den 14. August 1963, fand das DFB-Pokalendspiel in Hannover statt. Vor 60 000 Zuschauern setzte sich der Hamburger SV mit 3:0 gegen den amtierenden Deutschen Meister Borussia Dortmund durch. Zu den ersten zwei Toren lieferte Charly Dörfel dem dreifachen Torschützen Uwe Seeler jeweils die Flanken, was im Pokalbuch zur Schlagzeile „das Duo Infernale Charly Dörfel / Uwe Seeler, das dem HSV die Führung bescherte“ führte und im weiteren Text ergänzt wurde mit der Feststellung „gegen die überragenden Dörfel und Seeler war an diesem Tage mit spielerischen Mitteln nichts zu machen“.
Am 24. August 1963 (1. Spieltag) war Dörfel der erste Bundesligatorschütze des HSV, als er in der 80. Minute den 1:1-Ausgleich im Auswärtsspiel gegen Preußen Münster erzielte. Eine Woche später war er der erste Bundesligaspieler, dem drei Tore in einer Partie gelangen (beim 4:2 gegen den 1. FC Saarbrücken am 2. Spieltag). Am Rundenende der BL-Debütrunde hatte Dörfel in 27 Ligaeinsätzen 15 Tore erzielt und mit Rekordtorschütze (30 Tore) Uwe Seeler das torgefährlichste Duo der Bundesliga gebildet. Die Leistungen dieses Duos in den ersten Bundesligajahren wurden auch von den Berufskollegen anerkannt. Als die Sport-Bild 1992 Jupp Heynckes eine Rangliste der besten deutschen Stürmerpaare erstellen ließ, gab es für den langjährigen Nationalspieler, Torjäger und BL-Trainer keinen Zweifel: „Charly Dörfel und Uwe Seeler sind eindeutig das beste Bundesliga-Duo aller Zeiten, vor Klaus Fischer und Rüdiger Abramczik und auch vor Gerd Müller und Uli Hoeneß.“ Auch international wurden die herausragenden Leistungen des Flügelstürmers vom Hamburger SV gewürdigt, denn im Jahr 1965 wurde er von der französischen Sportzeitung L’Équipe zum besten Linksaußen Europas gewählt.
1965 nahm er bei Deutschlands größter Plattenfirma Polydor eine eigene Single auf (Das kann ich dir nicht verzeih’n / Erst ein Kuß). Bekannt ist Dörfel auch dafür, dass er hin und wieder den Bogen überspannte, indem er etwa bei einer Verwarnung während eines Spiels dem Schiedsrichter Edgar Deuschel eine falsche Namensangabe machte („Meier“) und daraufhin vom Platz gestellt wurde. Mit dem Hamburger SV wurde Dörfel jeweils einmal Deutscher Meister (1960) und DFB-Pokalsieger (1963). 1968 stand er im Finale des Europapokals der Pokalsieger (HSV – AC Mailand 0:2). Der HSV hatte als Finalist des DFB-Pokalendspiels (HSV – FC Bayern München 0:4) an dem Wettbewerb teilgenommen. Am 28. August 1971 bestritt Dörfel sein letztes Bundesligaspiel: HSV – FC Schalke 04 0:1.
Als 1970 Klaus-Dieter Ochs das Trainer-Amt der „Rothosen“ übernommen hatte, war dies zugleich der Anfang von Dörfels Ende beim Hamburger SV. Der unnachgiebige Westfale und der unternehmungslustige, fast auf den Tag genau gleichaltrige Norddeutsche – das passte einfach nicht zusammen. Verbal vertat sich der Ex-Nationalstürmer mit der Aussage: „Ich habe hier schon sechs Trainer überlebt. Den siebten schaffe ich auch.“ Dörfel später: „Diese Sätze wurden mir zum Verhängnis.“ Mit Beginn der Saison 1971/72 verbannte Ochs den über ein Jahrzehnt konkurrenzlosen Linksaußen auf die Reservebank oder beorderte ihn auf die rechte (!) Außenposition. Der über einen längeren Zeitraum zunächst unterschwellig, dann öffentlich ausgetragene Streit zwischen Trainer und Spieler eskalierte im Januar 1972 bei einer Ostasien-Reise der Hamburger. Noch während der Asientour bestritt Dörfel gegen eine Auswahl Hongkongs sein letztes „offizielles“ Spiel für den HSV. Und wenige Tage später kam es zu seiner vorzeitigen Suspendierung und zur Vertragsauflösung – ein ruhmloses Kapitel. Nur einmal noch betrat Fußballclown Charly im rot-weißen HSV-Dress seine langjährige Bühne, das Volksparkstadion. Bei Uwe Seelers Abschiedsspiel am 1. Mai 1972 gegen eine Europa-Auswahl, sagte er dem HSV-Publikum in den zweiten 45 Minuten ebenfalls Adieu. Dabei zog er die 61.000 Zuschauer noch einmal derart in seinen Bann, dass sie ihm schon während der Partie „orkanartigen Beifall“ (kicker) spendeten.
Nach dem Ende seiner Karriere beim HSV gab er kurze Gastspiele in Südafrika bei den Johannesburger Fußballklubs Highland Parks (1972 bis 1973, 1974 bis 1975) und Lusitano Club (1975 bis 1977) sowie in Kanada bei London City von März 1977 bis September 1977. In der Saison 1973/74 war er noch von September 1973 bis März 1974 beim Hamburger Verein HSV Barmbek-Uhlenhorst in der damals zweitklassigen Regionalliga Nord aufgelaufen.

### Nationalspieler
Den ersten Auftritt in einer klar über den üblichen Rahmen hinausgehenden Begegnung hatte die „kesse Motte des grünen Rasens“ in den Anfangsmonaten seiner Runde bei den HSV-Amateuren, 1958/59. Am 16. November 1958 lief der HSV-Amateur im Städtespiel Hamburg gegen Berlin an der Seite einer ansonsten kompletten Oberligaauswahl auf und erzielte nach starker Vorstellung einen Treffer zum 2:0-Erfolg der Hamburger. Im Frühjahr 1959 folgten Berufungen in die Hamburger Amateurauswahl in den Spielen um den Länderpokal des DFB, die mit dem Finalsieg am 25. April mit 4:1 gegen Hessen gipfelten; zweifacher Torschütze war „Flankengott“ Charly Dörfel. Seine herausragenden Auftritte im Länderpokal hatten ihn zu diesem Zeitpunkt schon in die Amateurnationalmannschaft des DFB geführt (15. April 1959; 2:0 gegen die Niederlande), die zum damaligen Zeitpunkt noch unter Bundestrainer Sepp Herberger immer mal wieder Neulinge für die A-Nationalmannschaft lieferte, siehe die Beispiele Günter Herrmann, Erwin Stein und Willi Schulz. Logisch war der nächste Schritt mit dem Einsatz am 20. Mai 1959 in der U-23, die mit Dörfel am linken Flügel in Krakau mit 4:2 gegen Gastgeber Polen gewann. Interessanterweise gehörte das Hamburger Außenstürmertalent auch der DFB-Amateurauswahl an, die im September 1959 sich in zwei Ausscheidungsspielen vor der eigentlichen Olympiaqualifikation mit 2:0 und 2:1 gegen die DDR-Auswahl durchsetzte, später aber an der Vertretung von Polen scheiterte. Nach dem Titelgewinn des HSV in der Endrunde um die deutsche Fußballmeisterschaft 1960 im Mai/Juni, wo Dörfel eine wesentliche Rolle gespielt hatte, war sein Debüt in der A-Nationalmannschaft überfällig. Vor Beginn der Saison 1960/61 führte Herberger am 3. August 1960 in Reykjavik ein Länderspiel gegen Island aus; bei einem lockeren 5:0-Erfolg debütierte die Hamburger Hoffnung am linken Flügel und erzielte zwei Treffer.
Im ersten WM-Qualifikationsspiel zur Weltmeisterschaft 1962 in Chile, am 26. Oktober 1960 in Belfast, absolvierte Dörfel sein zweites Länderspiel. Zum wichtigen 4:3-Auswärtserfolg steuerte der stark spielende Hamburger zwei Treffer bei. Es folgten in Serie die weiteren Länderspieleinsätze gegen Griechenland (3:0), Bulgarien (1:2), Belgien (1:0) und am 26. März 1961 in Santiago das sechste Länderspiel gegen Chile (1:3). Danach gehörte er noch dem einwöchigen Vorbereitungslehrgang vom 2. bis 9. Mai 1961 in Berlin vor dem Qualirückspiel gegen Nordirland an, wurde aber am 10. Mai (2:1) nicht eingesetzt. Als er auch im letzten Länderspiel vor dem WM-Turnier am 11. April 1962 in seiner Heimatstadt Hamburg gegen Uruguay nicht eingesetzt wurde, war seine Nichtberücksichtigung für den Abschlusslehrgang vom 30. April bis 11. Mai 1962 in der Sportschule Schöneck schon keine Überraschung mehr. Damit verzichtete Bundestrainer Herberger auf den ungemein wichtigen Flankengeber für Mittelstürmer und Torjäger Uwe Seeler. Der zurückgeholte Hans Schäfer hatte schon jahrelang in Köln die Rolle des Regisseurs als Halbstürmer ausgeübt und konnte auf keinen Fall als Sprinter am linken Flügel vorgesehen sein. Der Offenbacher Berti Kraus war auf der linken Seite eine Verlegenheitslösung, Heinz Vollmar ein Flügelspieler mit umstrittener internationaler Klasse. Es blieb nur der Mönchengladbacher Albert Brülls, der aber am wirkungsvollsten im Innensturm agierte. Aus sportlichen Gründen war die Nichtberücksichtigung von Charly Dörfel nicht zu verstehen, schon gar nicht durch die bekannte Schwäche am rechten Flügel. Wer sollte also Uwe Seeler in Chile mit Flanken versorgen?
Bei Vinke ist zu diesem Thema notiert: „Bundestrainer Sepp Herberger dürfte es, auch wenn er es öffentlich nie eingestand, bitter bereut haben, Dörfel bei der WM 1962 außen vor gelassen zu haben. Es war eine Nichtnominierung, die sich – genauso wie Herbergers defensive Ausrichtung der Mannschaft – als krasser strategischer Fehler erwies. Denn ohne die passgenauen Zuspiele seines vertrauten HSV-Partners blieb der kopfballstarke Schlüsselspieler Seeler weitgehend wirkungslos. Von verwertbaren Flanken fast völlig abgeschnitten, absolvierte der ‚Dicke‘ in Chile nicht von ungefähr die erfolgloseste seiner vier WM-Endrunden. Und nicht zufällig hieß es für das DFB-Team schon nach dem Viertelfinale die Koffer packen – weil Herbergers Elf vor allem auf den Außenpositionen selten harmlos aufgetreten war. Resümee des kicker nach WM Schluss: ‚Körperlich war Seeler frisch. Es fehlte ihm der Mann, der ihn zur richtigen Zeit geschickt hätte.‘ Was sich sowohl auf das Mittelfeld als auch auf die Außenstürmer bezog. Dörfel: ‚Eine vertane Chance. Ich fühlte mich damals fit und hätte Uwe bestimmt einige tolle Sachen aufgelegt.‘“ Von Uwe Seeler ist zu lesen: „Wenn ich an die Weltmeisterschaft 1962 denke – da hätten wir alle sehr von ihm profitieren können. Auch für mich wäre es ideal gewesen. Aber damals wollte Herberger, wie es alle anderen Nationalmannschaften auch taten, sehr defensiv spielen lassen. Für einen Catenaccio hatten wir aber nicht die geeigneten Leute. Als Herberger merkte, dass er sich falsch entschieden hatte, war es zu spät.“
Dass er letztlich trotz seiner immerhin sieben erzielten Tore nur auf elf A-Länderspiele kam, hatte er seinem für die damalige Zeit unkonventionellen Verhalten zu verdanken, mit dem er bei den Bundestrainern Sepp Herberger und Helmut Schön auf wenig Verständnis traf. Zu seinem letzten Länderspieleinsatz kam Dörfel am 4. November 1964 im WM-Qualifikationsspiel gegen Schweden (1:1 in Berlin).

### Formschwankungen
Neben seinen Glanzleistungen gehörten bei Charly Dörfel aber auch krasse Formschwankungen zu seiner fußballerischen Karriere. Heute der vergötterte Held, morgen der verstoßene Sündenbock – gleich mehrfach bewegte sich der Extrem-Fußballer zwischen diesen Polen. Erklärungen gab es einige. Zum Beispiel, dass er, der zwar zähe und willensstarke, körperlich aber wenig robust gebaute Linksaußen sich die Kräfte nicht richtig einteilte oder jugendliche Unerfahrenheit, Übermut und Unvernunft ihn zu Aktionen verleiteten, die seiner Leistung nicht förderlich waren und Trainer wie auch Mitspieler wegen Eskapaden mehrfach an Dörfel verzweifelten. Sein Verschleiß an Frauen und teuren Autos gehörte auch zu seinem Problembereich und führte zu Krisen in seiner Laufbahn. Private, finanzielle und mediale Bauchlandungen ließen seine jugendliche Unbekümmertheit verfliegen und lösten diverse Formschwankungen aus, sodass die zweite Hälfte der 60er Jahre für ihn zu einer sportlichen Berg- und Talfahrt geriet. Berauschende Vorstellungen wechselten sich mit aufreizend lustlosen Darbietungen und eigenwilligen Kapriolen ab. Auch der beinharte, schnelle und geschickte Verteidiger von Barcelona, Foncho, trug über einen längeren Zeitraum dazu bei, dass Dörfel ohne Selbstvertrauen und Schwung auflief, sich einem Formtief hingab.

## Stimmen zu Dörfel
Jochen Meinke, langjähriger Mannschaftskapitän des HSV, äußerte sich ausführlich zu Dörfel bei Vinke: „Charly hat sich bei uns ganz schnell durchgesetzt und war für mich über lange Jahre der beste deutsche Linksaußen. Auch international gab es auf seiner Position nur wenige Spieler, die sich mit ihm messen konnten. Einer davon war der schnelle Spanier Gento, aber der war fast ausschließlich ein Flitzer an der Linie. Charly, ein reiner Instinktfußballer, besaß dagegen den großen Vorteil, dass er aus vollem Lauf sensationelle Flanken schlagen konnte. Und, was oft viel zu kurz gekommen ist: Er war, genauso wie Uwe Seeler, ein exzellenter Torschütze. […] Schade, dass Charly nicht mehr Länderspiele bestritten hat. Da kann ich Sepp Herberger noch heute nicht ganz verstehen. Er hätte einen Weg finden müssen, seine Stärken mehr heraus zu kitzeln. Trotzdem kann Charly auf eine großartige Laufbahn zurückblicken.“
Auch Harry Bähre, Oberliga- und Bundesligakollege von Dörfel, war vom Können des Linksaußen überzeugt: „Sportlich war Charly ein absolutes Phänomen. Für mich war er jahrelang Europas bester Linksaußen. Ein Jahrhunderttalent, wie auch sein Bruder Bernd. Ballgefühl wie er hatten nur wenige, und Flanken schlagen wie er konnte niemand. Der Spanier Gento war zwar ein Klassefußballer, aber Charly war effektiver. Leider hat er sein Talent dauerhaft nur zur Hälfte ausgereizt. Unter den heutigen Bedingungen mit modernem Training und optimaler medizinischer Versorgung würde er in Europa konkurrenzlos sein.“
Reinhard Löffler, Teamkollege von 1966 bis 1968, betont die Vielseitigkeit von Dörfel: „Kennen gelernt habe ich Charly während meiner ‚Fohlenzeit‘ im Nachwuchsteam des HSV. Er war für uns alle ein großer Star, ein begnadeter Linksaußen, unglaublich schnell im Antritt und sehr ehrgeizig. Wenn er gut drauf war, gab es für ihn keinen Gegner. Und Flanken schlagen wie er konnte kein anderer; die Dinger drehten sich immer ganz krumm vom Tor weg. Wenn Charly davon spricht, dass er die Bananenflanken erfunden hat, hat er völlig Recht! Er war ein echter Straßenfußballer, der für kein taktisches Konzept zu gewinnen war. Wenn ihm ein Trainer freien Lauf ließ, spielte er am besten; dann war er meist überragend. Aber er war auch eine Stimmungskanone, ein großer Entertainer – ohne ihn wäre es in den Trainingslagern oft sehr langweilig gewesen. […] Aber er hatte noch viel mehr als fußballerische und humoristische Qualitäten. Auf einer Südamerikareise unserer HSV-Altliga sah ich, wie er auf einem Holzgeländer an den gewaltigen Iguacu-Wasserfällen balancierte. Und während derselben Tour sprang er in den Amazonas, obwohl sich nur 20 Meter entfernt Krokodile tummelten. So war Charly: Er suchte den Nervenkitzel. Wo es bei Anderen aufhörte, fing es bei ihm erst an; da befand er sich in einer anderen Liga. In gewisser Hinsicht war er seiner Zeit, die recht bieder war, voraus. Die Menschen hatten in den Nachkriegsjahren eben zu viel mit sich selbst zu tun und sprangen auf solche Sachen noch nicht so an. Für mich steht fest: Ohne Charly wäre die Welt um Vieles ärmer!“
Bruder Bernd wird zitiert: „Seinen Bruder zu beurteilen, ist nicht so einfach. Aber eines steht für mich fest: Deutschland hat nie wieder einen Linksaußen dieser Klasse gehabt! Zu seiner besten Zeit war er absolut konkurrenzlos. Dass er 1962 aus dem WM-Kader ausgebootet wurde, war ein starkes Stück und sportlich nicht gerechtfertigt. […] Dass Atze weniger Länderspiele hat als ich, ist im Grunde ein Witz. Denn er war es, der das wirklich große Talent besaß! […] Mich wundert im Nachhinein, dass früher nie ein großer Zirkus an meinen Bruder herangetreten ist, um ihn zu verpflichten – bei seinen Fähigkeiten! Mitte der 70er Jahre wäre ein idealer Zeitpunkt gewesen, aber leider hat damals wohl niemand so recht seine weitergehenden Talente erkannt. Ich bin mir sicher, dass er eine große Clown-Karriere gemacht hätte. Der Zirkus wäre sein Metier gewesen!“
Sein langjähriger Angriffskollege Uwe Seeler berichtet: „Er war extrem schnell, beherrschte den Doppelpass und war torgerfährlich. Und: Es gab keinen anderen Spieler, der in solcher Perfektion Flanken schlagen konnte. Er musste nur einmal kurz hochschauen, um zu erkennen, wo sich Klaus Stürmer und ich aufhielten. Dann kam die Flanke, so wie man sie brauchte – ob kurz oder lang, ob auf den ersten oder zweiten Pfosten. Wie er es geschafft hat, weiß ich nicht, aber er hatte einfach das besondere Gefühl, auch in vollem Lauf richtig unter den Ball zu kommen und ihm den entscheidenden Dreh zu geben. Einen besseren Linksaußen als Charly habe ich bis heute nicht gesehen!“

## Clown, Situationskomiker, Sänger und Artist
Der ausgeprägte Hang zur Clownerie und Situationskomik war neben seinen fußballerischen Fähigkeiten das größte Pfund, mit dem Charly Dörfel wuchern konnte. Sein humoristisches Repertoire war schier unerschöpflich, sein Erfindungsreichtum kannte kaum Grenzen. Nach eigener Aussage war er schon als Kind der Artist und Witzbold in seiner Straße gewesen und hat alle zum Lachen gebracht. Sein ehemaliger HSV-Mannschaftskamerad Harry Bähre, mit dem er gemeinsam in Hamburg-Altona aufgewachsen ist und bereits in der Straßenmannschaft des FC Lessing gespielt hatte, bestätigt dies und meinte: „Charly hatte immer die lustigsten Dinger drauf; es gab keinen Tag, an dem wir nicht herzhaft gelacht haben.“ Zur späteren Zeit im Seniorenbereich erfährt man von Bähre: „Jede Reise, jede Fahrt, jeder Flug mit Charly war ein Vergnügen und ein Highlight. Es war ein Geschenk des Himmels, diesen Mann erleben zu dürfen.“ Mal sang er im HSV-Mannschaftsbus die komplette Hitparade rauf und runter, um damit die Stimmung aufzulockern. Mal machte er im Smoking Kopfsprünge in schlammige Teiche oder sprang vom Zehnmeterturm ins Schwimmbecken und mimte dabei unter dem Gejohle seiner Teamkollegen die „Ente“. Ein andermal imitierte er im Urwald von Bali einen Schimpansen so eindrucksvoll, dass der als Attraktion angekündigte „Affentanz“ zur Nebensache geriet. Oder er haute vor einem wichtigen Europacupauftritt des HSV im Spielerhotel „Hänschen Klein“ in die Klaviertasten – im Adamskostüm!
Dabei war Dörfel durchaus ein Clown im anspruchsvollen Sinn, wie sein langjähriger Teamgefährte Gerhard Krug schrieb: „Er hatte viel vom russischen Clown Popow, der ein grandioser Artist war. Aber er war auch Clown im Sinne von Böll; seine Ansichten trafen die „Großen Tiere“ im Nerv.“ Zu Popow verbanden ihn außergewöhnliche artistische Fähigkeiten. Nach dem Gewinn des deutschen Meistertitels 1960 jonglierte Dörfel auf dem Balkon des HSV-Klubhauses am Rothenbaum minutenlang die überdimensional große, elf Kilogramm schwere Meisterschale senkrecht auf dem Kinn. An den gigantischen Wasserfällen von Iguacu an der argentinisch-brasilianischen Grenze turnte er im Stil des Kletterkünstlers und Stuntmans Armin Dahl auf einem schmalen Schutzgeländer über einen 50 Meter tiefen Abgrund. In Griechenland und in Acapulco stürzte er sich, ohne Badebüx, aus atemberaubenden Höhen von steilen Felsklippen ins Meer – natürlich mit der angedeuteten „Ente“.
Unverkennbar ist zudem Dörfels Seelenverwandtschaft zu Charlie Rivel. „Jeder Mensch ist ein Clown, aber nur wenige haben den Mut, es zu zeigen“, lautete das Credo des großen Spaniers. Charly Dörfel, dessen komödiantische Seele sich stets in einem unlösbaren Konflikt mit der notwendigen seriösen Beziehung zu seinem Fußballerberuf befand, hatte den Mut – zumindest im kleinen Kreis – sein Inneres nach außen zu kehren. Nur vordergründig waren seine Slapsticks von oberflächlichem Klamauk geprägt; wie bei Rivel wurde praktizierter Unsinn auch bei ihm oft genug zum Hintersinn.
Eine späte Würdigung seiner humoristischen Verdienste erfuhr Gert Dörfel im Jahr 2005. Da durfte er sich einen Lebenstraum erfüllen und als „echter“ Clown im renommierten Circus Fliegenpilz an der Seite von Clown Conc auftreten. Und wenige Monate später erhielt er vom angesehenen GildeClownsClub den „Goldenen Clown“ überreicht und wurde zum Ehrenmitglied ernannt. Im Grunde vereinigte sich im Selfmade-Komödianten Dörfel von allen berühmten Clowns etwas. Von Charlie Rivel, Charlie Chaplin und nicht zuletzt von seinem Vorbild, dem großen Clown Grock. „Er war impulsiv und spontan, aufbrausend und nachtragend, stur, beharrlich, verletzend, herzlich und verspielt. Ein Draufgänger und Dickschädel, mal geizig, mal großzügig. Chaot, Prahlhans und ein genialer Clown“, heißt es in einer Grock-Biographie – Eigenschaften, die zu einem guten Teil auch Charly Dörfel charakterisieren.

## Berufliche Entwicklung
Gert Dörfel absolvierte nach dem Besuch der Volksschule zunächst eine dreijährige kaufmännische Lehre in Harvestehude und 1958 wurde ihm der Gehilfenbrief als Im- und Exportkaufmann überreicht. Zwischen Juli 1958 und September 1962 arbeitete er als Buchhalter bei der Holsten-Brauerei. Weitere berufliche Stationen waren die Bauabteilung des Norddeutschen Rundfunks (1962 bis 1966) sowie ein Steuerberatungsbüro (1967 bis Ende 1971). In den siebziger Jahren war er während seiner Auslands-Gastspiele in Südafrika als Autoverkäufer und in Kanada als kaufmännischer Angestellter tätig. Eine dauerhafte berufliche Heimat fand Dörfel erst nach Abschluss seiner sportlichen Laufbahn. Nach einer kurzen Übergangsphase als Telegrammbote sowie als Rechnungsprüfer bei Strom und Hafenbau legte er die Prüfung zum Verwaltungsangestellten ab und trat 1978 als Vollstreckungsbeamter in den Dienst des Hamburger Wirtschafts- und Ordnungsamtes ein und blieb dort bis zu seiner Pensionierung im Jahr 2000.
Als Pensionär ließ er sich in Meckelfeld bei Hamburg nieder.
Aus Anlass seines 80. Geburtstages wurde der Fußballplatz des Hamburger Kreisligisten FC Viktoria Harburg in „Charly-Dörfel-Platz“ umbenannt.